# Point souscrit
Ne doit pas être confondu avec Point suscrit.
Cette page contient des caractères spéciaux ou non latins. S’ils s’affichent mal (▯, ?, etc.), consultez la page d’aide Unicode.
Pour les articles homonymes, voir point souscrit (homonymie).
Le point souscrit est un signe diacritique utilisé dans plusieurs systèmes d’écritures. Il est notamment un diacritique de l'alphabet latin par exemple utilisé en vietnamien (quốc ngữ), ou de manière similaire avec l’alphabet cyrillique ou l’alphabet grec. Un point souscrit est aussi utilisé dans d’autres systèmes d’écritures comme le nuqta de l’écriture arabe ou le nukta des écritures brahmiques comme la devanagari ou l’alphasyllabaire tamoul.

## Asturien
L'asturien utilise le point souscrit dans le digramme ḷḷ et le graphème ḥ. Si ces caractères sont indisponibles, on leur substitue respectivement «l.l» et «h.»

## Vietnamien
En vietnamien (quốc ngữ), le point souscrit sert à noter le ton bas tombant glottalisé.

## Transcription des langues afroasiatiques
Dans les langues afro-asiatiques, le point souscrit note une consonne emphatique par exemple en arabe :
- ﺪ da (non emphatique)
- ﺾ ḍad (emphatique).

ou encore en berbère (écrit en tifinagh ou néo-tifinagh):
- ⵔ r roulé
- ⵕ ṛ roulé emphatique

On utilise donc les consonnes diacritées suivantes selon les langues : Ḍḍ, Ḥḥ, Ṣṣ, Ṭṭ, Ṛṛ, Ẓẓ

## Transcription des langues de l'Inde
Pour ces langues, le point souscrit note les consonnes rétroflexes. On utilise les consonnes diacritées suivantes : Ḍḍ, Ṇṇ, Ṣṣ, Ṭṭ.

## Dictionnaires de l'allemand
Dans les dictionnaires d'allemand, le point souscrit note les voyelles accentuées et tendues.

## Épigraphie
Les épigraphistes emploient le point souscrit pour transcrire des lettres dont l’interprétation n’est pas certaine, parce que trop abîmées ou partiellement effacées.

## Unicode
Le point souscrit (unicode U+0323) est l'un des diacritiques combinants de la table des caractères Unicode (U+0300 à U+367).
Des caractères munis d'un point souscrit figurent au titre du latin étendu additionnel dans la table des caractères Unicode (U+1E00 à U+1EFF).